# Berno von Cramm
Berno von Cramm (Gottinga, 28 novembre 1934) è un attore e doppiatore tedesco.

## Biografia
È nipote del tennista Gottfried von Cramm.
Dopo la scuola, frequentò il seminario Max Reinhardt a Vienna dal 1956 al 1959 e iniziò la sua carriera teatrale nel 1959 al Nordmark Theater nello Schleswig.
È stato sposato in seconde nozze con la coreografa Irene Mann.

## Filmografia

### Cinema
- Das Haus in der Karpfengasse - regia di Kurt Hoffmann (1965)
- Der Mann mit dem Glasauge - regia di Alfred Vohrer (1969)
- Il cigno dagli artigli di fuoco (Inspektor Perrak greift ein) - regia di Alfred Vohrer (1970)
- Ludwig - regia di Luchino Visconti (1973)

### Televisione
- Nachtzug D 106 - regia di Helmuth Ashley - film TV (1964)
- Polizeifunk ruft - serie TV (1969)
- Tatort - serie TV (1973)
- Kommissariat 9 - serie TV (1975)

## Doppiaggio

### Cinema
- Gianni Garko in E continuavano a fregarsi il milione di dollari
- Udo Kier in Suspiria
- Joss Ackland in Qualcuno sta uccidendo i più grandi cuochi d'Europa
- Edward Herrmann in Fuga d'inverno
- Daniel von Bargen in Soldato Jane
- James Shigeta in Brother
- John Cleese in Giallo in casa Muppet, Harry Potter e la pietra filosofale, Harry Potter e la camera dei segreti
- Samuel S. Hinds in Partita d'azzardo (doppiaggio 2004)
- Ronny Cox in Immagina che

### Televisione
- Harry Guardino in Gli intoccabili
- Bill Bixby in Il mio amico marziano
- Peter MacNicol in Roswell
- Charles Napier in Star Trek: Deep Space Nine
- Brad Dourif in Star Trek: Voyager
- George Coe in Quell'uragano di papà
- Trevor Allan Davies in Il Trono di Spade
- Ed Asner in Amiche per la morte - Dead to Me

### Animazione
- Preston B. Whitmore in Atlantis - L'impero perduto
- Dr. Root in Duel Masters
- Leslie Hapablap in I Simpson
- Wiseman / Death Phantom in Pretty Guardian Sailor Moon Crystal
- Igaram in One Piece